# Соколля (Курська область)
Соколля (рос. Соколье) — село в Тимському районі Курської області Російської Федерації.
Населення становить 324 особи. Входить до складу муніципального утворення Барковська сільрада.

## Історія
Населений пункт розташований на території українського етнічного та культурного краю Східна Слобожанщина.
Від 2004 року входить до складу муніципального утворення Барковська сільрада.

## Населення
| 2002 | 2010 |
| ---- | ---- |
| 459  | ↘324 |